# 盧考特角
盧考特角是南極洲的海岬，位於南設得蘭群島的象島南端，海拔高度240米，在1822年由英國的捕海豹者命名，現時由南極條約體系管理。
61°16′S 55°12′W / 61.267°S 55.200°W